# Коніто (Північна Кароліна)
Коніто (англ. Conetoe) — місто (англ. town) в США, в окрузі Еджком штату Північна Кароліна. Населення — 198 осіб (2020).

## Географія
Коніто розташоване за координатами 35°49′3″ пн. ш. 77°27′26″ зх. д. / 35.81750° пн. ш. 77.45722° зх. д. (35.817627, -77.457132).  За даними Бюро перепису населення США в 2010 році місто мало площу 0,93 км², уся площа — суходіл.

## Демографія
Згідно з переписом 2010 року, у місті мешкали 294 особи в 118 домогосподарствах у складі 79 родин. Густота населення становила 316 осіб/км².  Було 140 помешкань (150/км²).
Расовий склад населення:
| - 75,9 % — чорних або афроамериканців - 22,1 % — білих - 0,3 % — корінних американців |

До двох чи більше рас належало 1,7 %. Частка іспаномовних становила 1,7 % від усіх жителів.
За віковим діапазоном населення розподілялося таким чином: 22,1 % — особи молодші 18 років, 59,9 % — особи у віці 18—64 років, 18,0 % — особи у віці 65 років та старші. Медіана віку мешканця становила 43,8 року. На 100 осіб жіночої статі у місті припадало 94,7 чоловіків;  на 100 жінок у віці від 18 років та старших — 84,7 чоловіків також старших 18 років.
Середній дохід на одне домашнє господарство  становив 37 192 долари США (медіана — 26 000), а середній дохід на одну сім'ю — 42 742 долари (медіана — 37 000). Медіана доходів становила 21 500 доларів для чоловіків та 29 107 доларів для жінок. За межею бідності перебувало 27,3 % осіб, у тому числі 52,0 % дітей у віці до 18 років та 19,7 % осіб у віці 65 років та старших.
Цивільне працевлаштоване населення становило 152 особи. Основні галузі зайнятості: освіта, охорона здоров'я та соціальна допомога — 26,3 %, роздрібна торгівля — 13,8 %, науковці, спеціалісти, менеджери — 13,8 %.